# 斯特拉霍夫

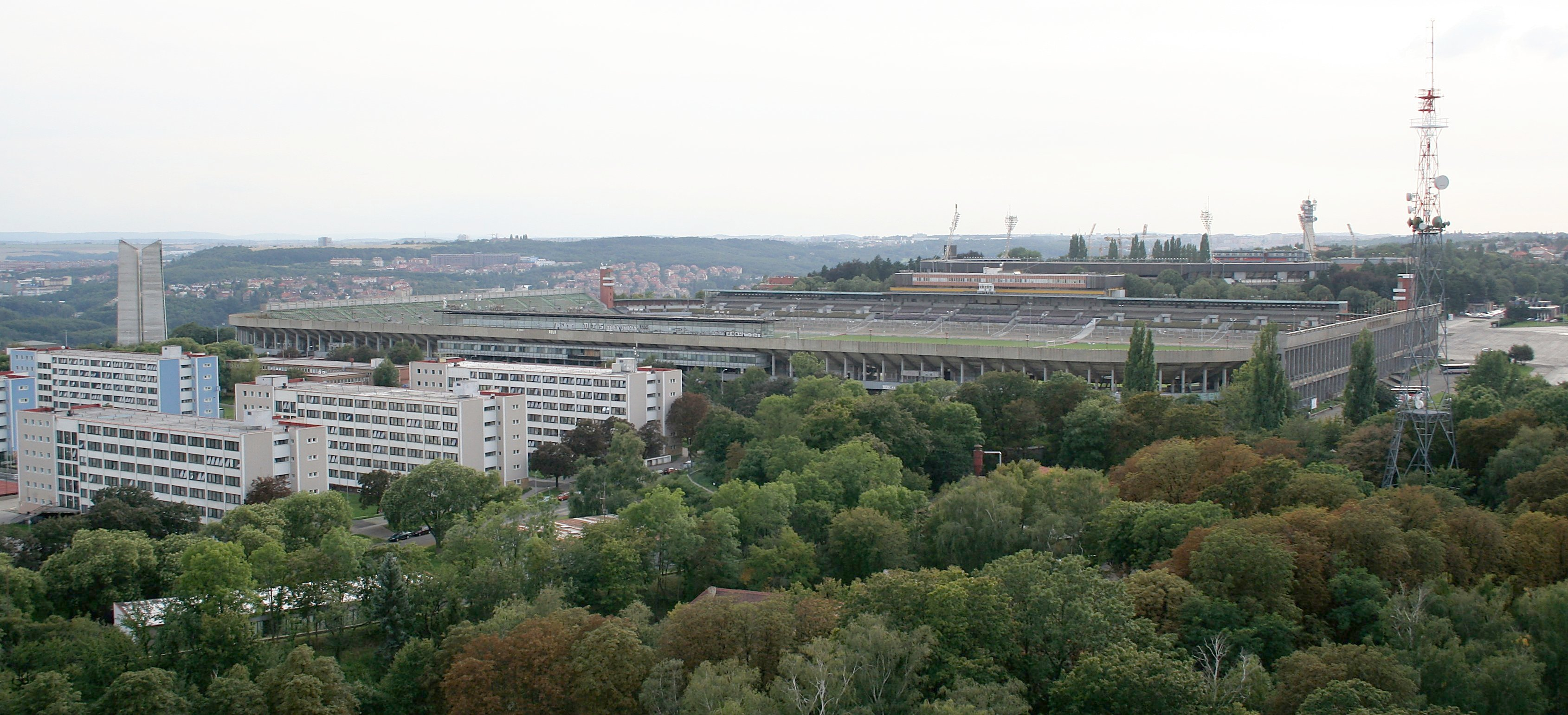
斯特拉霍夫

斯特拉霍夫（捷克語：Strahov）是捷克首都布拉格的一个区，位于伏尔塔瓦河西岸，佩特任山（Petřín）、布拉格小城和城堡区（Hradčany）以西。
该区有普雷蒙特雷修會的斯特拉霍夫修道院（捷克語：Strahovský klášter）、史蒂芬尼克天文台（捷克語：Štefánikova hvězdárna）和斯特拉霍夫体育场（捷克語：Velký strahovský stadion），是世界上最大体育场，以举办斯巴达奇亚德（spartakiáda）著称。 
在斯特拉霍夫有捷克理工大学庞大的校园，以及Evžena Rošického体育场，目前是足球俱乐部SK Sparta Krč的主场。在共产党时期，该区设有干扰自由欧洲电台信号的发射台。
斯特拉霍夫毗邻布列夫诺夫、Smíchov、Košíře、Petřiny、Střešovice和布拉格小城等区。

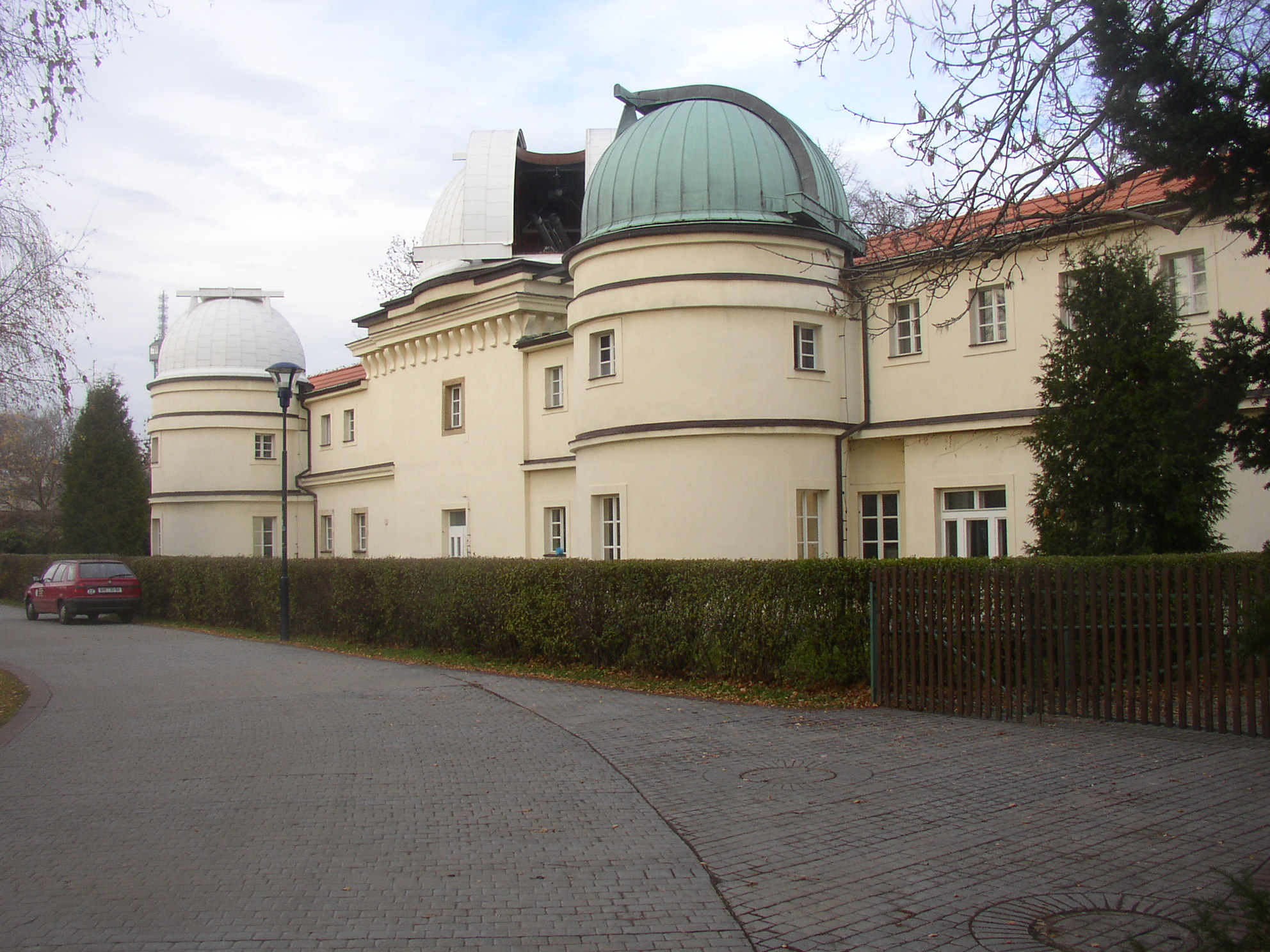
史蒂芬尼克天文台
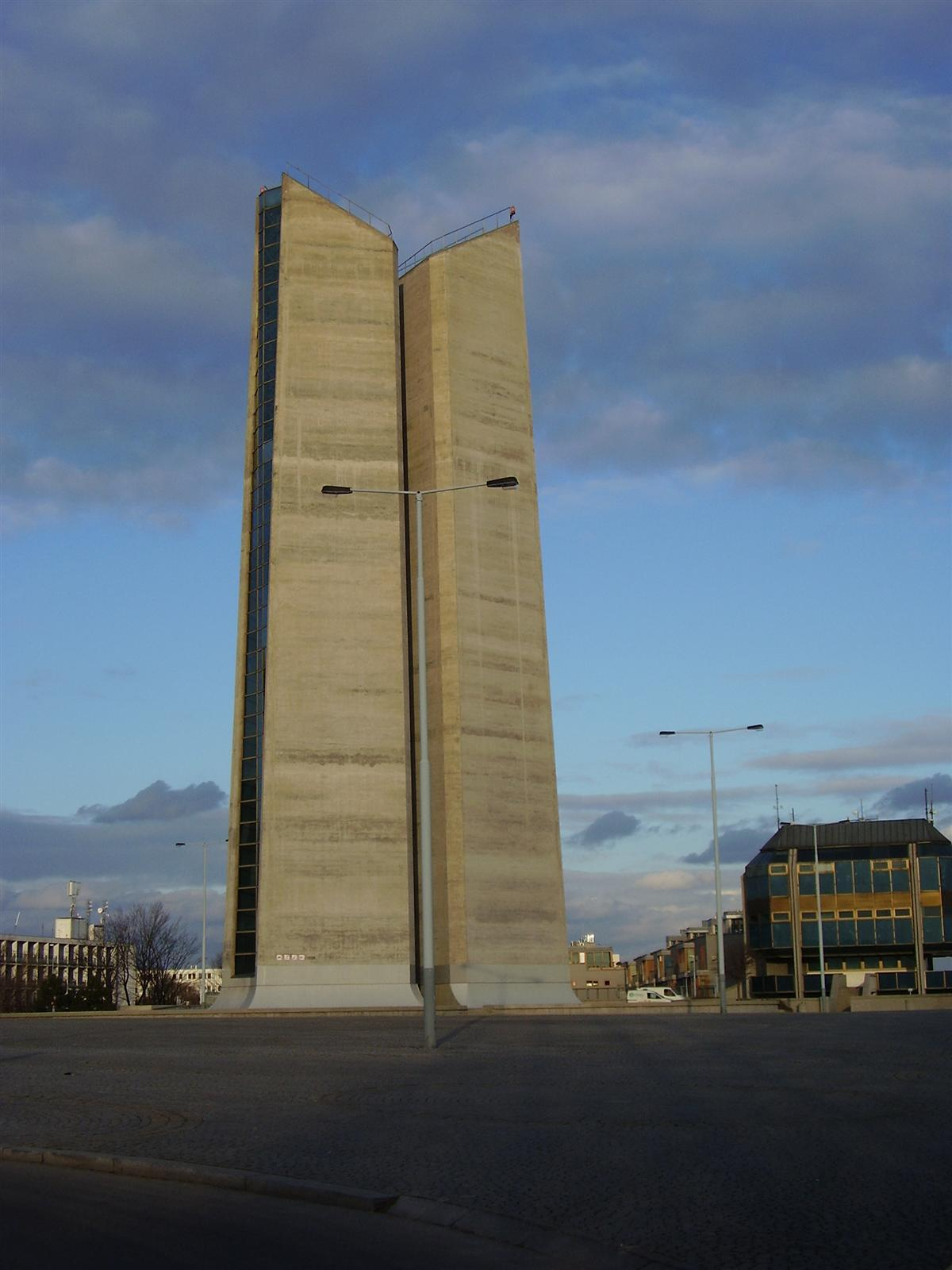

50°05′10″N 14°23′24″E / 50.086°N 14.390°E